# Justizzentrum Köln

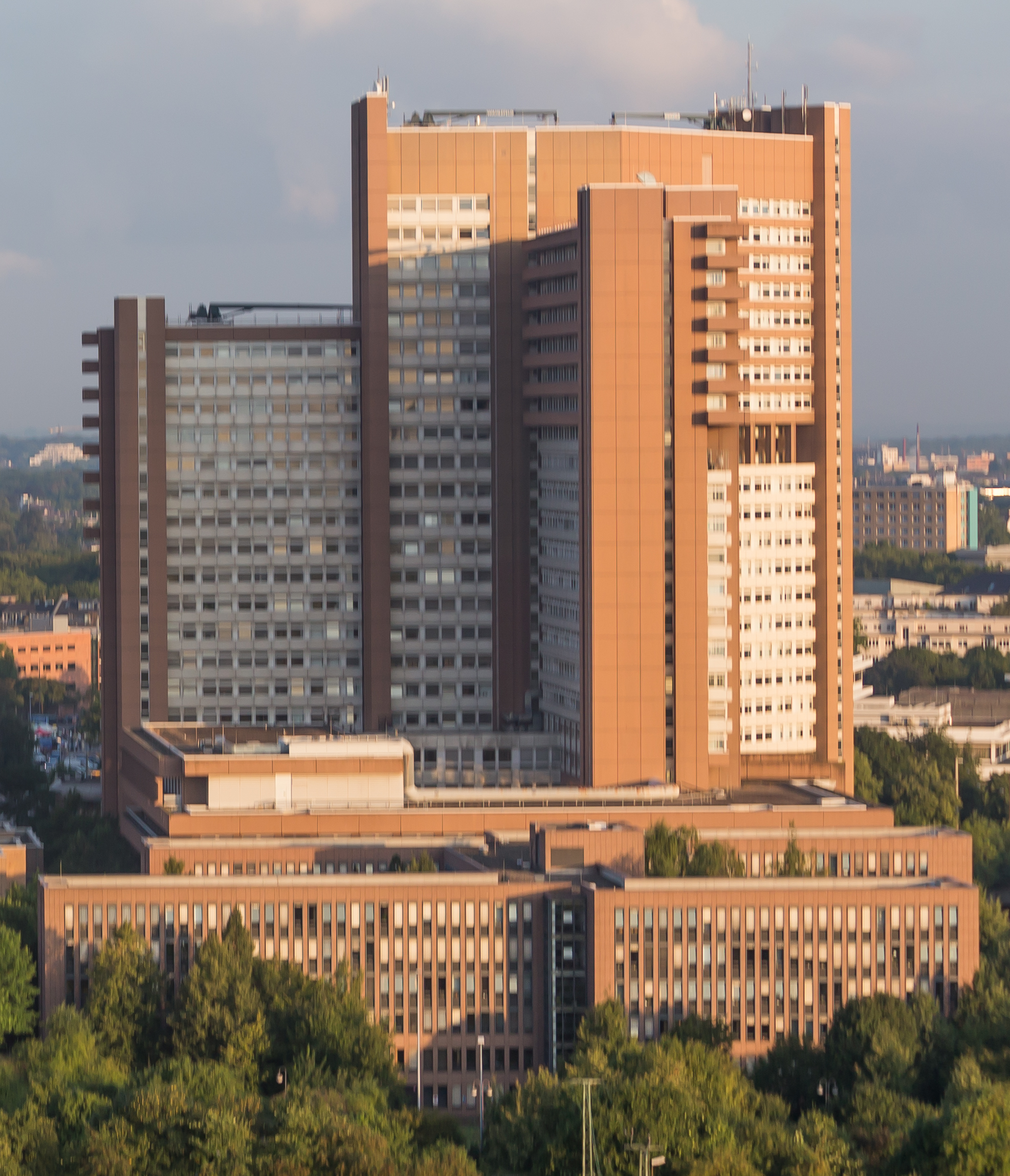
Justizzentrum Luxemburger Straße (August 2013)

Justizzentrum Köln ist die Bezeichnung für mehrere hier untergebrachte Justizbehörden. Es liegt an der Luxemburger Straße Nr. 101 in Köln-Sülz.

## Entstehungsgeschichte
Bis zum Bezug des Justizzentrums befanden sich die Kölner Justizbehörden überwiegend im Justizgebäude am Appellhofplatz (Amtsgericht Köln, Landgericht Köln und Strafjustiz) und im Justizgebäude Reichenspergerplatz (Oberlandesgericht Köln, Handelsregister und Grundbuchamt). Die Raumkapazitäten in beiden Justizgebäuden reichten nicht mehr aus, so dass ein Neubau erforderlich wurde. Zur Verfügung stand ein 143.000 m² großes Areal des ehemaligen Güterbahnhofs Sülz, der bis zum 18. Juni 1974 Beginn und Ende der Fahrtroute der sogenannten „Schwarze Bahn“ darstellte.
Das Areal wurde zum Preis von 21,6 Millionen Mark an die Kölner Stadtentwicklungs- und Bauträgergesellschaft moderne stadt GmbH verkauft und anschließend von dieser arrondiert. Bis 1980 entwarf der Kölner Architekt Henrik Busch – der auch das Colonia-Hochhaus schuf – in deren Auftrag den ersten Abschnitt einer 23-stöckigen Stahlkonstruktion, HPP übernahmen den 16-geschossigen 2. Bauabschnitt. Insgesamt lagen die Baukosten bei 127 Millionen Mark. Nach einer Bauzeit von knapp vier Jahren wurde das 105 Meter hohe Bauwerk am 30. April 1981 bezugsfertig.
Bereits am 17. März 1981 übernahm das Verwaltungsgericht Köln die Räume des Landgerichts am Appellhofplatz. Im Juni 1984 erfolgte hinter dem neuen Justizzentrum die Grundsteinlegung eines Gebäudes für die Staatsanwaltschaft Köln, die bisher ebenfalls über mehrere Gebäude in der Innenstadt verteilt war (Appellhofplatz, Gürzenich). 1987 bezog sie das Gebäude mit der Adresse Am Justizzentrum Nr. 13 (Straßenlänge: 601 Meter). Im April 1989 konnte das Institut für Anwaltsrecht der Universität zu Köln Am Justizzentrum Nr. 7 einziehen. Damit war der Standort einheitlicher Sitz des Amts- und Landgerichts Köln sowie der Staatsanwaltschaft Köln. Auf einer Fläche von 64.000 m² sind hier etwa 1.700 Bedienstete tätig.

## Lage
Der Gebäudekomplex liegt an der Luxemburger Straße 101 in der Nähe der Straßenkreuzung Universitätsstraße / Weißhausstraße, schräg gegenüber befindet sich das Uni-Center. Die Haltestelle der Stadtbahn Köln (Linie 18) ist Weißhausstraße.

## Sanierungspläne
Der Bauherr Bau- und Liegenschaftsbetrieb NRW (BLB) plant seit April 2012 die Generalsanierung des nunmehr über 30 Jahre alten, hochtechnisierten Gebäudekomplexes. Im November 2012 hat er der Landesregierung empfohlen, statt der Sanierung einen Neubau an anderer Stelle in Köln errichten zu lassen. Trotzdem sind für eine minimale Sanierung (insbesondere Brandschutz) 18 Millionen Euro im Haushalt vorgesehen; eine Generalsanierung würde etwa 150 Millionen Euro kosten.
Im Februar 2014 entschieden sich das Justiz- und Finanzministerium sowie der BLB aus Wirtschaftlichkeits- und operablen Gründen für einen Neubau an anderer Stelle. Die Stadt Köln erhielt die Planungshoheit und kann den Standort selbst wählen. In der engeren Auswahl standen die Domgärten (ehemaliges Brauereigelände der Dom-Brauerei an der Alteburger Straße, seit September 2008 im Besitz des BLB) – der Rat der Stadt Köln entschied sich im April 2014 aber mehrheitlich für die benachbarte Hans-Carl-Nipperdey-Straße.

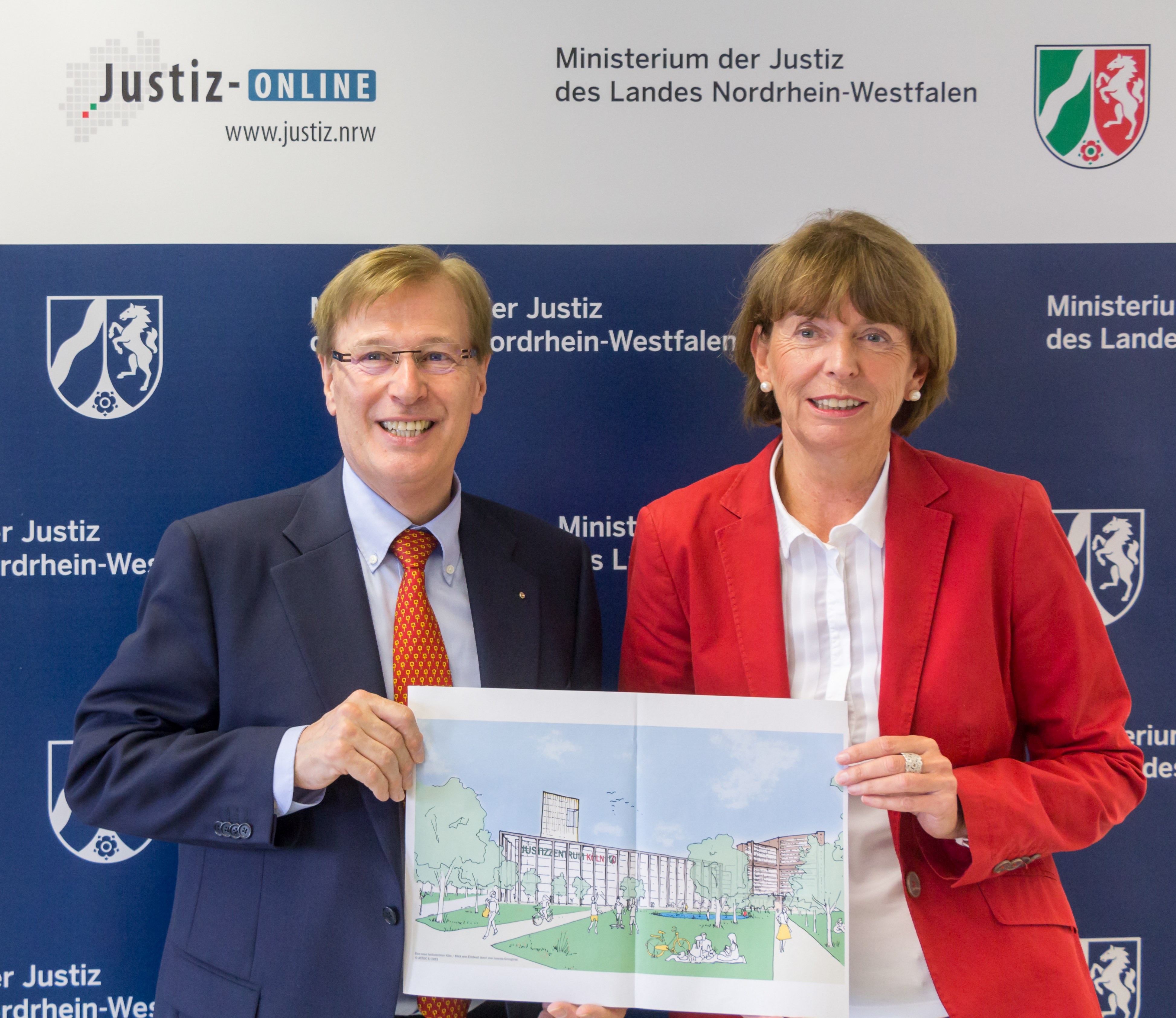
Justizminister Peter Biesenbach und Kölns Oberbürgermeisterin Henriette Reker 2019 mit einer Grobskizze

Am 9. August 2019 gaben der NRW-Justizminister Peter Biesenbach und Kölns Oberbürgermeisterin Henriette Reker bekannt, dass auf dem östlich gelegenen Gelände der Neubau errichtet werden soll. Die Gebäude sollen die Hans-Carl-Nipperdey-Straße und das jetzige Parkhaus umfassen. Der Grüngürtel soll nicht angetastet werden. Mit den Planungen und der Erstellung der notwendigen Gutachten wurde 2022 begonnen; Baubeginn soll 2026 sein und die Fertigstellung noch im gleichen Jahrzehnt erfolgen.